# Miranda Harcourt
Miranda Harcourt (ur. 1962 w Nowej Zelandii) – nowozelandzka aktorka filmowa, teatralna i telewizyjna, reżyser i producent filmowy.

## Wybrana filmografia
Aktorka
- 1981: Bad Blood jako Ivy Smith
- 1987: Gloss jako Gemma
- 2004: Fracture jako Irene Rosse
- 2011: Tangiwai jako Matka Nerissy
- 2014: Hobbit: Bitwa Pięciu Armii jako Olga
- 2016: Jean jako Ellen Batten

Reżyser
- 2017: The Changeover

Producent Filmowy
- 2005:A & E (Accident & Eternity)

## Życie prywatne
Jest córką aktorki Kate Harcourt i Petera Harcourt. Poślubiła reżysera Stuarta McKenzie z którym ma dwójkę dzieci. Jej córka, Thomasin McKenzie, jest aktorką.